# Ванамийза (Пилва)
Ва́намийза (ест. Vanamõisa küla) — село в Естонії, у волості Пилва повіту Пилвамаа.

## Населення
Чисельність населення на 31 грудня 2011 року становила 38 осіб.

## Географія
Село розташоване на північ від селища Аг'я.

## Історія
До 22 жовтня 2017 року село входило до складу волості Аг'я.